# 喜久田町前田沢
喜久田町前田沢（きくたまち まえたざわ）は、福島県郡山市の大字および町丁である。郵便番号は963-0543。

## 地理
郡山市北部の喜久田地区に属する。東で日和田町高倉、日和田町、南で喜久田町早稲原、喜久田町堀之内、北で本宮市岩根、本宮市関下とそれぞれ隣接する。また東北自動車道郡山ジャンクション周辺の当域中央部では喜久田町坪沢、喜久田町割田、喜久田町赤坂、喜久田町原、および当域の町丁部が分離新設され、大字としての当域は東西2ヶ所に分かれている。概ね町村制施行以前の安積郡前田沢村の流れを汲む地域である。一級水系阿武隈川支流五百川右岸流域を主な範囲とする。全体が平地で占められ水田が広がり、集落が点在する。喜久田町堀之内に所在する郡山北警察署喜久田駐在所、および喜久田町卸に所在する郡山消防署喜久田基幹分署がそれぞれ管轄にあたる。

### 主な字
大字部
- 西赤津
- 中赤津
- 東赤津
- 赤津林

- 赤津山
- 仲丸
- 原西原
- 西原

- 上原
- 上入沢
- 赤坂
- 藤内

- 東原
- 坪子
- 小室山

町丁部
- 一丁目
- 二丁目

### 河川・湖沼
一級水系阿武隈川水系
- 五百川
  - 前ノ川
  - 大東沢川
  - 金川

## 歴史
- 1879年1月27日 - 旧二本松藩領前田沢村が福島県内における郡区町村制の施行により安積郡の村となる。
- 1889年4月1日 - 町村制の施行により前田沢村が周辺2村と合併し安積郡喜久田村が発足する。旧前田沢村域は喜久田村の大字となる。
- 1965年5月1日 - 喜久田村が郡山市、安積郡全町村および田村郡田村町と合併し新たな郡山市が設立され、郡山市の大字となる。

## 世帯数と人口
2024年1月1日現在の世帯数と人口は以下の通りである。
| 大字           | 世帯数  | 人口  |
| -------------- | ------- | ----- |
| 喜久田町前田沢 | 118世帯 | 341人 |

## 小・中学校の学区
市立小・中学校に通う場合、学区は以下の通りとなる。
| 番地 | 小学校               | 中学校               |
| ---- | -------------------- | -------------------- |
| 全域 | 郡山市立喜久田小学校 | 郡山市立喜久田中学校 |

## 交通

### 道路
- 東北自動車道
- 磐越自動車道
- 福島県道296号荒井郡山線
- 福島県道357号岩根日和田線
  - 輪ヶ渕橋

## 施設等
- 福田寺
- 諏訪神社
- 小室観音堂